# Kurt Marohn

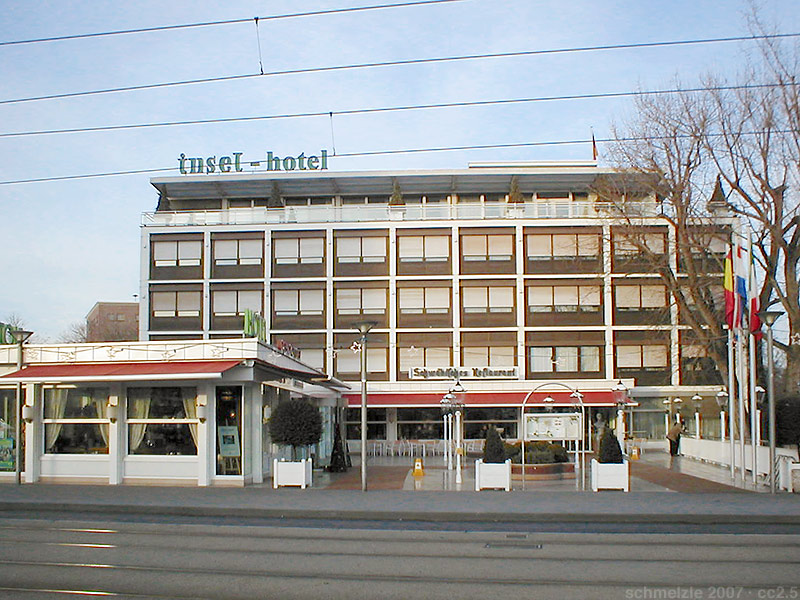
Insel-Hotel Heilbronn

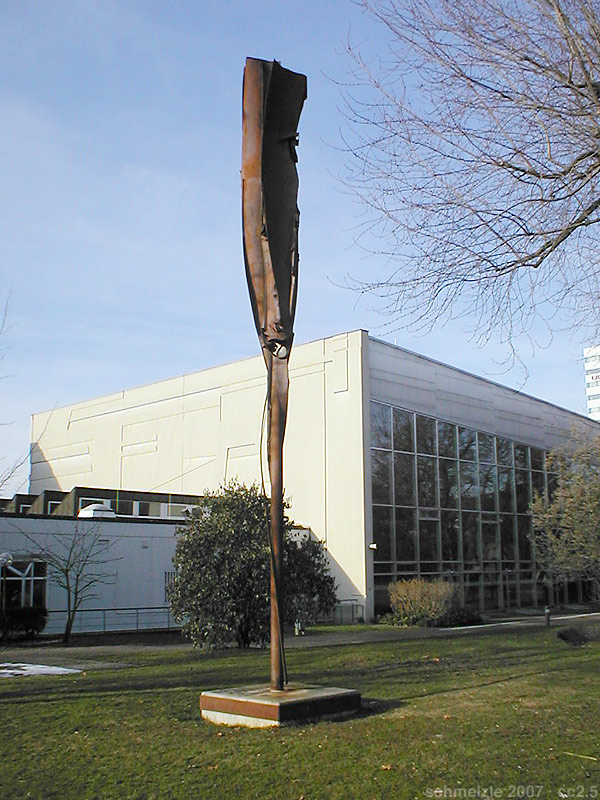
Heilbronner Harmonie

Kurt Marohn (* 1902 in Bromberg; † 1980) war ein deutscher Architekt. Er war Vorstandsmitglied im Bund Deutscher Architekten und in den Jahren 1958 bis 1964 arbeitete er als Lehrbeauftragter an der Staatsbauschule Stuttgart.

## Leben und Wirken
Kurt Marohn absolvierte ein Studium an der Technischen Hochschule Stuttgart bei Heinz Wetzel und Hugo Keuerleber. Nach seinem Studium arbeitete er als freischaffender Architekt und gründete 1932 in Stuttgart ein Architekturbüro. 1947 nahm Marohn am Ideenwettbewerb für den Wiederaufbau der beim Luftangriff vom 4. Dezember 1944 vollständig zerstörten Altstadt von Heilbronn teil, wobei ihn die Stadtplaner Hans Volkart und Hans Gerber mit einbezogen. In Heilbronn war er in der Folgezeit weiter tätig. 1953 errichtete er in der Wilhelmstraße 26 das Autohaus Heermann. 1955 errichtete er in Heilbronn neue Gebäude für Kleinlogel an der Gerberstraße, Herrmann an der Lerchenstraße, Krumscheid am Marktplatz und Noller an der Kirchbrunnenstraße. Von Juni 1952 bis März 1954 errichtete er das Insel-Hotel und 1958 die Heilbronner Harmonie. Außerdem leitete er die Bauplanung des 1958 fertiggestellten Schulviertels in Hechingen. Nach seinen Plänen entstand 1971 auch die Kilianspassage in Heilbronn.